# امیرآباد (کوهرنگ، یک)
امیرآباد روستایی در دهستان دشت زرین بخش مرکزی شهرستان کوهرنگ استان چهارمحال و بختیاری ایران است.

## جمعیت
بر پایه سرشماری عمومی نفوس و مسکن در سال ۱۳۹۵ جمعیت این مکان ۱۶۷ نفر (۳۷خانوار) بوده‌است.